# Первомайськ (Кувандицький міський округ)
Первома́йськ (рос. Первомайск) — присілок у складі Кувандицького міського округу Оренбурзької області, Росія.

## Населення
Населення — 499 осіб (2010; 536 у 2002).
Національний склад (станом на 2002 рік):
- росіяни — 55 %
- башкири — 32 %